# Eugrammicus proximus
Eugrammicus proximus är en skalbaggsart som först beskrevs av Lewis 1906.  Eugrammicus proximus ingår i släktet Eugrammicus och familjen stumpbaggar. Inga underarter finns listade i Catalogue of Life.